# Травкин, Захар Георгиевич
Захар Георгиевич Травкин (1904, с. Никольское Курской области — 1973, Ленинград) — советский военачальник, генерал-майор артиллерии (1945). Участник обороны Москвы, операции «Багратион», боёв в Восточной Пруссии.

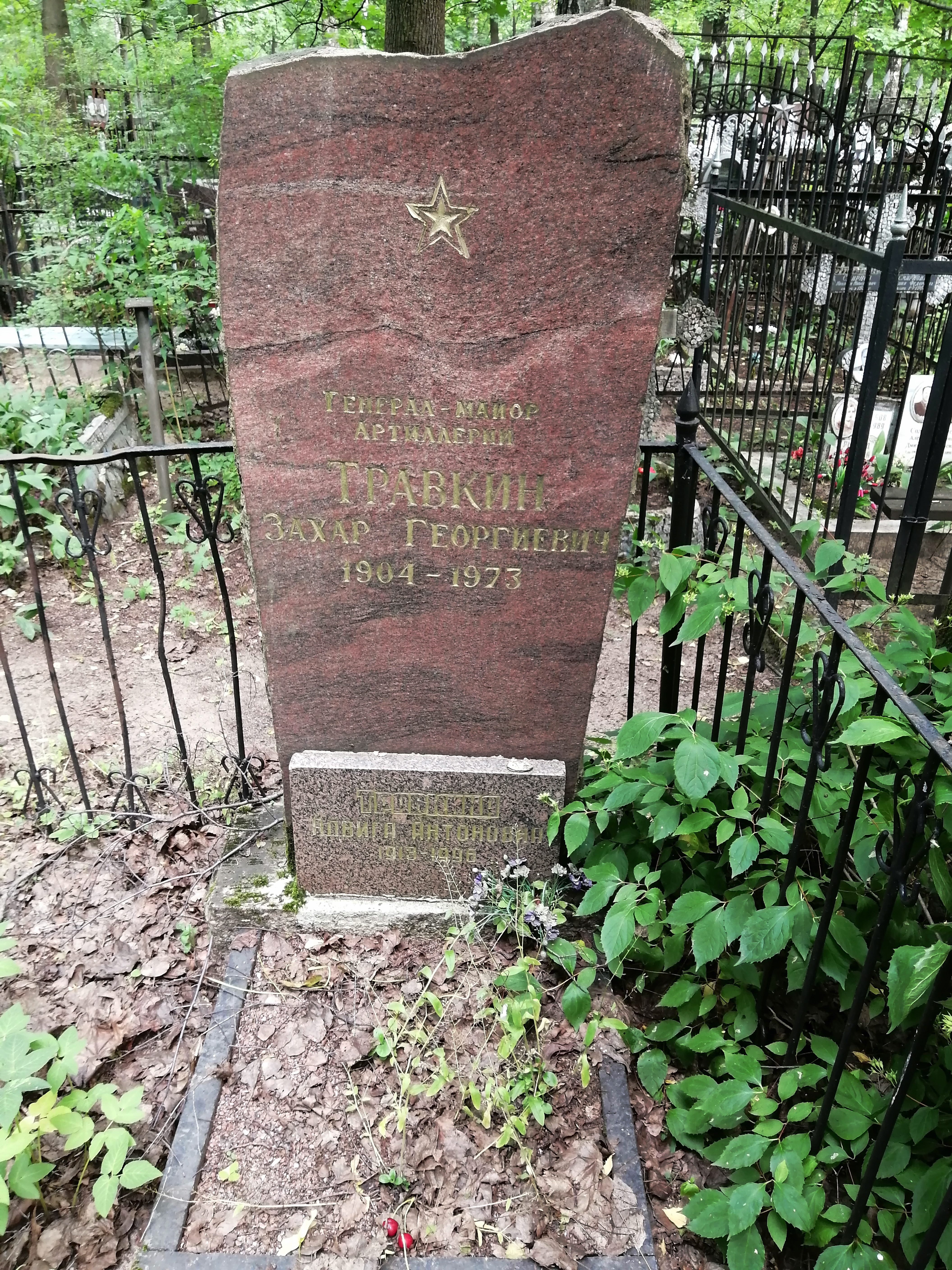
Могила Травкина З.Г.

## Биография
Родился в с. Никольское  Курской области 11 сенятбря 1904 года в крестьянской семье.
В 1926 году был призван в РККА. Окончил военное артиллерийское училище, перед войной окончил артиллерийскую академию имени Дзержинского. Член ВКП(б) с 1929 года.
Участник Великой Отечественной войны. С июня 1941 года — на Западном фронте.
Участник обороны Москвы на Волоколамском направлении в декабре 1941 года — командовал 523-м пушечным артиллерийским полком РГК. Вклад в разгром немцев под Москвой отмечен в книге маршала артиллерии В. И. Казакова, в ту пору — командующего артиллерией 16-й армии.
Приказом ВС Западного фронта № 298 от: 17.03.1942 майор Травкин награжден орденом Красного Знамени за участие в боях на Волоколамском направлении и уничтожении полком 56 миномётных и артбатарей, 44 пулемётных гнёзд, 2 орудий ПТО, 25 танков, 117 повозок, 125 автомашин, 35 ДЗОТов.
Тяжело ранен в феврале 1943 года.
Позже — командир 68-й отдельной артиллерийской бригады.
Приказом ВС Центрального фронта № 114/н от: 24.07.1943 года командир 24-й тяжело-пушечной артбригады 5-й артдивизии РГК полковник Травкин награждён орденом Красного Знамени за уничтожение 111 танков, 42 артбатрей, 6 минометных батарей, 6 батарей шестиствольных минометов, 25 пулеметов, 25 автомашин, 300 солдат и офицеров противника.
Участник операции «Багратион» в Белоруссии. Бригада отличилась при освобождении города Речицы, при форсировании Днепра.
Указом Президиума ВС СССР от 09.02.1944 года командир 24-й тяжело-пушечной артбригады 5-й артдивизии РГК полковник Травкин награждён орденом Суворова 2-й степени за прорыв обороны на рубеже город Севск — город Середина Буда и уничтожения большого количества техники и личного состава противника.
Указом Президиума ВС СССР от 18.11.1944 года командир 68-й армейской пушечно-артиллерийской бригады полковник Травкин награждён орденом Кутузова 2-й степени за организацию окружения Бобруйской группировки противника и прорыв обороны противника на реке Друть северо-западнее города Рогачёва.
Приказом ВС 2-го Белорусского фронта № 189 от 25.02.1945 года полковник Травкин награждён орденом Красного Знамени за организацию успешного прорыва обороны противника на рубеже Домбровка — Дзержино.
Позже форсировал реку Нарев, воевал в Прибалтике и в Восточной Пруссии. Указом Президиума ВС СССР награждён орденом Ленина за успешное форсирование реки Нарев.
Войну закончил генерал-майором артиллерии.

## После войны
Долгое время был начальником Центрального Лужского артиллерийского полигона.
В 1956 году отказался служить в восставшей Венгрии. В 1962 году вышел в отставку.
17 января1973 года скончался в Ленинграде. Похоронен на Богословском кладбище.

## Семья
Дочь (Травкина Галина Захаровна 1940 г.р.), внуки, правнуки проживают в Санкт-Петербурге. Другие потомки проживают в городе Старый Оскол

## Память
В селе Никольское работает музей, посвящённый З. Г. Травкину.
В сентябре 2019 года в селе Бараново открыт бюст З. Г. Травкину.

## Награды
За боевые заслуги награждён орденами Ленина, 3 ордена Красного Знамени, Кутузова 2-й степени, Суворова 2-й степени, орден Красной Звезды (1944), медалями «За оборону Москвы», «За Победу над Германией» и другими наградами.

## Упоминание в литературе
В своей книге «Архипелаг Гулаг» А.Солженицын упомянул с благодарностью и З. Г. Травкина:

Едва смершевцы кончили меня потрошить, вместе с сумкой отобрали мои политические письменные размышления, и, угнетаемые дрожанием стёкол от немецких разрывов, подталкивали меня скорей к выходу, — раздалось вдруг твёрдое обращение ко мне — да! через этот глухой обруб между остававшимися и мною, обруб от тяжело упавшего слова «арестован», через эту чумную черту, через которую уже ни звука не смело просочиться, — перешли немыслимые, сказочные слова комбрига:
 — Солженицын. Вернитесь.
И я крутым поворотом выбился из рук смершевцев и шагнул к комбригу назад. Я его мало знал, он никогда не снисходил до простых разговоров со мной. Его лицо всегда выражало для меня приказ, команду, гнев. А сейчас оно задумчиво осветилось — стыдом ли за своё подневольное участие в грязном деле? порывом стать выше всежизненного жалкого подчинения? Десять дней назад из мешка, где оставался его огневой дивизион, двенадцать тяжёлых орудий, я вывел почти что целой свою разведбатарею — и вот теперь он должен был отречься от меня перед клочком бумаги с печатью?
 — У вас… — веско спросил он, — есть друг на Первом Украинском фронте?
 — Нельзя!.. Вы не имеете права! — закричали на полковника капитан и майор контрразведки. Испуганно сжалась свита штабных в углу, как бы боясь разделить неслыханную опрометчивость комбрига (а политотдельцы — и готовясь дать на комбрига материал). Но с меня уже было довольно: я сразу понял, что я арестован за переписку с моим школьным другом, и понял, по каким линиям ждать мне опасности.
И хоть на этом мог бы остановиться Захар Георгиевич Травкин! Но нет! Продолжая очищаться и распрямляться перед самим собою, он поднялся из-за стола (он никогда не вставал навстречу мне в той прежней жизни!), через чумную черту протянул мне руку (вольному, он никогда её мне не протягивал!) и, в рукопожатии, при немом ужасе свиты, с отеплённостью всегда сурового лица сказал бесстрашно, раздельно:
 — Желаю вам — счастья — капитан!
Я не только не был уже капитаном, но я был разоблачённый враг народа (ибо у нас всякий арестованный уже с момента ареста и полностью разоблачён). Так он желал счастья — врагу?…
Дрожали стёкла. Немецкие разрывы терзали землю метрах в двухстах, напоминая, что этого не могло бы случиться там, глубже на нашей земле, под колпаком устоявшегося бытия, а только под дыханием близкой и ко всем равной смерти.